# Carter Bays
Carter Bays (nascido em 12 de agosto de 1975) é um escritor de televisão norte-americano. Junto com o parceiro de escrita, Craig Thomas, ele é mais conhecido como criador, roteirista e produtor executivo da sitcom da CBS, How I Met Your Mother. Ele tem 70 episódios da série sob seu cinto de 2005-2009, e foi indicado para seis prêmios Emmy. A dupla também é membro de uma banda chamada The Solids. Bays toca guitarra e é vocalista da banda, que executou as canções tema para ambos Oliver Beene e How I Met Your Mother.
Antes da criação de How I Met Your Mother, Bays e Thomas escreveram para vários programas de televisão, incluindo Oliver Beene e Quintuplets. Também escreveram a segunda parte do episódio "Stan of Arabia" de American Dad!.
De acordo com um artigo da National Public Radio sobre a censura e sitcoms, a mãe de Bays "é um ministro ordenado e regularmente lhe dá feedback em How I Met Your Mother. Quanto à sua mãe, Bays disse: "Ela nunca vai me ligar de ser algo muito sujo nem muito explícito. Ela vai me chamar de algo que não é engraçado. Isso é muito mais constrangedor." Bays é um graduado da Universidade Wesleyan, e da Shaker Heights High School.